# 誉富士歓之
誉富士 歓之（ほまれふじ よしゆき、1985年5月6日 - ）は、青森県西津軽郡鰺ヶ沢町出身で伊勢ヶ濱部屋に所属していた元大相撲力士。現在は年寄・楯山。本名は三浦 歓之（みうら よしゆき）。血液型はB型。愛称は、ミッちゃん。身長は180cm、体重は163kg。得意手は突き・押し。最高位は西前頭6枚目（2015年11月場所）。 好きな食べ物は寿司。趣味はコレクション（ガンプラなど）、天体観測、海釣り。憧れの力士は武双山で、武双山に倣って銀ねずの締め込みをしていたこともある
。

## 経歴
小学3年生の時から相撲を始めた。始めた理由は「好きな女の子を守れるような強い男になりたい！」というものだった。鰺ヶ沢町立鰺ヶ沢第一中学校では3年の時に全国中学校相撲選手権大会で準優勝するなど頭角を見せた。この時に小学校時代の指導者の知り合いだった元横綱旭富士にスカウトされ、「将来入門するならこの部屋だ」と決めていたという。青森県立五所川原農林高等学校、近畿大学時代も全国大会などで活躍した。ちなみに元小結舞の海は同郷で小・中学校の先輩にあたり、元幕内将司は高校の1年先輩である。近畿大学卒業の直前に、同大学の先輩でもある元旭富士の伊勢ヶ濱部屋に入門し、2008年1月場所に初土俵を踏んだ。
2008年5月場所で序二段で優勝し、翌7月場所で三段目優勝を果たした。9月場所で幕下昇進を決めるなどスピード出世だったが左肩のけがで2場所全休するなど幕下下位で苦しんだ。しかし2011年5月の技量審査場所で4勝3敗で勝ち越すと大相撲八百長問題で多くの力士が引退したため一気に西幕下25枚目に番付を上げ、6勝1敗の好成績を挙げた。そこから幕下上位で3場所連続で勝ち越しを決め、悲願の十両昇進を決めた。十両昇進の際には「目標は1年半（での新十両）だったので（丸4年での昇進は）だいぶかかった。今は実感が湧いている。武双山関（藤島親方）のように一気に持っていく相撲が目標。本場所で横綱と対戦したい」とコメント。
新十両で迎えた2012年1月場所では、2日目からの8連敗が響き終盤に巻き返したが6勝9敗と負け越し1場所で幕下へ陥落。ただ、3月場所では4勝3敗で勝ち越し1場所での十両復帰を決めた。5月場所は西十両13枚目で13日目に勝ち越しに王手をかけたがそこから連敗し7勝8敗と負け越した。7月場所は初日から2連勝と好スタートを切ったが、それ以降は黒星が重なり5勝10敗という成績で幕下へ逆戻りとなった。幕下に下がった9月場所は5勝2敗の好成績で1場所で十両へ返り咲いた。11月場所ではこれまでと違って初日から順調に白星を重ねていき、12日目に関取として初めての勝ち越しを決めて10勝5敗の好成績を収めた。
2013年1月場所は西十両8枚目に番付を上げて2場所連続で10勝5敗の成績を上げた。3月場所では東十両4枚目の地位で、序盤は出遅れたもののそこから白星を重ねて3場所連続で10勝5敗の好成績を収め、5月場所で新入幕（西前頭15枚目）を果たした。青森県からの新入幕は、2011年7月場所の宝富士以来戦後42人目。この5月場所は5勝10敗で終えて1場所で幕内の地位を明け渡し、翌7月場所も7勝8敗に終わるが、2013年9月場所は10日目まで3勝7敗の状況から千秋楽まで5連勝して8勝7敗の勝ち越しを収める。翌11月場所はヌケヌケ気味の星取りに終始し、千秋楽は木村山との給金相撲を制して8勝7敗。
2014年1月場所は2013年冬巡業で連日20番以上の申し合いを行った稽古熱心さと裏腹に初日から8連敗を喫するも、後半立て直してなんとか6勝9敗でとどまる。同年9月場所は東十両2枚目の地位で11勝4敗の好成績を残し、翌11月場所に9場所ぶりの幕内復帰を果たすと同時に最高位を西前頭12枚目まで更新した。この場所は押し相撲が冴え渡ったこともあって8勝7敗の成績を残し、自身初の幕内勝ち越しを果たした。
2015年11月場所は自己最高位の西前頭6枚目の地位を得て、この場所に自身初となる日馬富士の太刀持ちを務めた。しかし場所成績は3勝12敗の大敗に終わった。
2016年3月場所に2度目の十両陥落となり、3場所十両で過ごしたのちに2016年9月場所は3度目の入幕。しかし場所前に場所前から右脚のけがを抱えており、初日から3連敗して「右下腿三頭筋の筋挫傷で約1カ月の加療が必要」との診断書を提出して4日目から休場。11月場所は西十両8枚目の地位で土俵に上がり、この場所は敢え無く12日目で負け越しを確定させるが、残りをすべて勝って7勝8敗と善戦した。2月4日、部屋の女将のいとこである同い年の女性と結婚することを発表。2015年1月場所中に都内のホテルで女将に紹介されたのが馴れ初めである。しかし結婚してから初めての本場所となる3月場所は初日から5連敗と振るわず、最終的に4勝11敗の負け越し。5月場所は13日目に勝ち越しを決めて9勝6敗。場所後の6月4日、夫人と都内のホテルで挙式披露宴を行った。同じ一門の関取衆ら関係者約500人が門出を祝った。ウェディングドレス姿の夫人に「世界で一番かわいい」とニンマリ。師匠の伊勢ケ浜親方（元横綱・旭富士）には「幕内の力はある。ガラスのハートを鉄板にしてほしい」と激励され「頑張りたい」と幕内復帰を誓った。9月場所は10勝5敗で優勝決定戦に進出。進出者は自身も含めて4人で、同部屋の安美錦も出場していたが、トーナメント形式の初戦で阿炎に敗れて十両優勝はならなかった。10月7日の秋巡業さいたま場所では幕内の申し合いに参加し、4連勝と3連勝を記録するなど元幕内の実力を見せた。この日の稽古では25番取って16勝9敗。しかし迎えた11月場所では、十両の土俵では自身ワーストとなる12敗と精彩を欠いた。
2018年1月場所は6日目の千代ノ皇戦で右足甲を痛め、大事には至らず出場を続けたが怪我の影響は少なくなく11日目に負け越しを喫した。中日の取組後には「朝はいつも通り稽古場におり、しこやぶつかりはやっている。それほど気にならなくはなったけど、まだ多少はね」と怪我の影響についてコメントしている。それでも直近数場所でよく見せた廻しを取る相撲のおかげか、残りを全て勝って7勝8敗と踏みとどまった。続く3月場所は千秋楽に給金相撲を落として7勝8敗。西十両10枚目に番付を落とした5月場所は、序盤から精彩を欠いて10勝目に負け越しが決定。結局5勝10敗の成績に終わった。本来なら幕下陥落となる成績だったが、番付運に恵まれて翌7月場所は東十両14枚目に踏みとどまった。この場所は初日から連勝スタートとしたものの、その後は6日目に不戦勝を得た以外は全て負けて3勝12敗という成績に終わった。これにより34場所連続で在位した関取の地位を手放すことが決定的となった。陥落後の2場所も負け越しが続き、2019年1月場所は痛めた左肩の手術を受け全休した。
2019年9月場所13日目（9月20日）に当場所をもって引退し、伊勢ヶ濱部屋付きの親方として後進の指導にあたることを表明。同日の理事会で年寄・楯山の襲名が承認された。引退会見では「関取になって、親方にまでなれるとは。本当に幸せ者だなと実感している」とコメントし、思い出の取組として十両時代の2014年7月場所11日目の栃ノ心戦を挙げた。9月場所での三段目優勝と今後の健闘を場所前に鰺ヶ沢町で行われていた激励会で誓っていただけに、関係者からは「まだ活躍してほしかった」との声も上がった。
断髪式は2022年2月19日に両国国技館で行われた。式の冒頭では自ら歌を披露し、止め鋏は師匠の伊勢ヶ濱が入れた。

## エピソード
- 2012年7月場所では土俵入りにパンダをデザインした化粧回しを着用していた。これは東京・上野動物園のジャイアントパンダ、シンシン（当時7歳）が2012年7月6日に生んだ雄の赤ちゃんパンダの話題に関連した化粧廻しであり、和歌山の後援会から送られたものであったが、同場所4日目の7月11日にわずか生後6日目で赤ちゃんパンダが死んだため誉富士はとても悔やんでいた[22]。
- 2015年冬巡業では全12ヶ所で巡業の土俵上で何らかの笑いを取るしぐさを見せたことで話題になった。人気者の遠藤、勢が休場した冬巡業中に、大車輪の活躍をした当の誉富士は「人気がない分、何かしないと面白くないでしょ」。巡業中に披露する持ちネタを披露しない時には子どもに「きょうはやらないの?」と残念がられた[23]。
- 2015年の七夕には、当時照ノ富士、日馬富士、安美錦、宝富士と自身以外の現役関取がみな三役経験者になっていた中で、自身も早く三役になりたいと願ったと思いきや、願いは「糖尿病が治りますように」とニッコリ[24]と微笑んだ。
- 幼少時代は夏には海に友達とバーベキューに出かけ、父親と一緒に潜水した。「カキやサザエを捕って、岩にぶつけてその場で食べる。それが面白かったんです」と2016年の夏巡業で語っていた[25]。
- 2017年の夏巡業では佐渡場所に備え、佐渡島に先乗りして学校時代まで親しんだ海釣りに、後援会員や付け人ら5、6人で出た。誉富士の釣果はボウズであり、メンバー合わせても朝6時から3時間粘って1匹しか釣れない有様であった。返り入幕を目指す誉富士は「魚には負けたけど若い人には負けたくない」と土俵では白星を、次々と釣り上げるつもりでいた[2]。
- 2017年11月場所初日の妙義龍戦で負けた誉富士は「特に、そういう感覚はなかったけど、懸賞は欲しかったね。4本（手取り1本3万円）でしょ。取ったら部屋までしばらくタクシーで帰れると思ったのに…」と話した。部屋のある太宰府市まではタクシーでは約6000円であったという。「しようがない。今日のところは電車で帰ります」と苦笑いを浮かべた[26]。
- 部屋ぐるみの縁がある魚津清掃公社からは化粧廻しを贈呈されたこともある[27]。
- 部屋公式ホームページによると、好物は寿司、趣味はカラオケ、映画鑑賞。尊敬する人はイチロー[28]。

## 主な成績

### 通算成績
- 通算成績：381勝361敗45休 勝率.513
- 幕内成績：56勝83敗11休 勝率.403
- 現役在位：70場所
- 幕内在位：10場所

### 各段優勝
- 序二段優勝：1回（2008年5月場所）
- 三段目優勝：1回（2008年7月場所）

### 場所別成績
| | 一月場所 初場所（東京） | 三月場所 春場所（大阪）   | 五月場所 夏場所（東京） | 七月場所 名古屋場所（愛知） | 九月場所 秋場所（東京）   | 十一月場所 九州場所（福岡） |
| --- | ----------------------- | ------------------------- | ----------------------- | --------------------------- | ------------------------- | --------------------------- |
| 2008年 （平成20年） | （前相撲）              | 東序ノ口27枚目 5–2        | 東序二段93枚目 優勝 7–0 | 東三段目85枚目 優勝 7–0     | 西幕下55枚目 5–2          | 東幕下33枚目 3–4            |
| 2009年 （平成21年） | 西幕下42枚目 3–4        | 西幕下54枚目 4–3          | 東幕下46枚目 休場 0–0–7 | 東三段目27枚目 6–1          | 東幕下46枚目 4–3          | 東幕下39枚目 3–4            |
| 2010年 （平成22年） | 東幕下47枚目 5–2        | 東幕下36枚目 6–1          | 東幕下12枚目 3–4        | 東幕下24枚目 休場 0–0–7     | 東三段目4枚目 5–2         | 東幕下43枚目 4–3            |
| 2011年 （平成23年） | 東幕下37枚目 3–4        | 八百長問題 により中止     | 西幕下43枚目 4–3        | 東幕下25枚目 6–1            | 東幕下7枚目 4–3           | 西幕下3枚目 4–3             |
| 2012年 （平成24年） | 東十両14枚目 6–9        | 西幕下3枚目 4–3           | 西十両13枚目 7–8        | 西十両14枚目 5–10           | 西幕下4枚目 5–2           | 東十両14枚目 10–5           |
| 2013年 （平成25年） | 西十両8枚目 10–5        | 東十両4枚目 10–5          | 西前頭15枚目 5–10       | 東十両5枚目 7–8             | 西十両7枚目 8–7           | 東十両5枚目 8–7             |
| 2014年 （平成26年） | 東十両4枚目 6–9         | 西十両6枚目 7–8           | 東十両7枚目 8–7         | 西十両4枚目 9–6             | 東十両2枚目 11–4          | 西前頭12枚目 8–7            |
| 2015年 （平成27年） | 西前頭10枚目 8–7        | 東前頭7枚目 6–9           | 東前頭9枚目 7–8         | 西前頭9枚目 6–9             | 西前頭11枚目 9–6          | 西前頭6枚目 3–12            |
| 2016年 （平成28年） | 東前頭15枚目 4–11       | 西十両3枚目 8–7           | 東十両筆頭 6–9          | 東十両4枚目 10–5            | 西前頭11枚目 0–4–11       | 西十両8枚目 7–8             |
| 2017年 （平成29年） | 東十両11枚目 10–5       | 西十両5枚目 4–11          | 東十両13枚目 9–6        | 西十両10枚目 9–6            | 西十両6枚目 10–5          | 東十両筆頭 3–12             |
| 2018年 （平成30年） | 西十両7枚目 7–8         | 西十両8枚目 7–8           | 西十両10枚目 5–10       | 東十両14枚目 3–12           | 西幕下6枚目 3–4           | 東幕下13枚目 1–6            |
| 2019年 （平成31年 /令和元年） | 東幕下36枚目 休場 0–0–7 | 東三段目17枚目 休場 0–0–7 | 西三段目77枚目 1–0–6    | 東序二段14枚目 6–1          | 東三段目52枚目 引退 4–3–0 | x                           |
| 各欄の数字は、「勝ち-負け-休場」を示す。 優勝 引退 休場 十両 幕下 三賞：敢=敢闘賞、殊=殊勲賞、技=技能賞 その他：★=金星 番付階級：幕内 - 十両 - 幕下 - 三段目 - 序二段 - 序ノ口 幕内序列：横綱 - 大関 - 関脇 - 小結 - 前頭（「#数字」は各位内の序列） |                         |                           |                         |                             |                           |                             |

### 幕内対戦成績
| 力士名   | 勝数 | 負数 | 力士名   | 勝数 | 負数 | 力士名     | 勝数 | 負数 | 力士名   | 勝数 | 負数 |
| -------- | ---- | ---- | -------- | ---- | ---- | ---------- | ---- | ---- | -------- | ---- | ---- |
| 碧山     | 0    | 1    | 朝赤龍   | 1    | 1    | 東龍       | 0    | 1    | 阿夢露   | 1    | 4    |
| 荒鷲     | 1    | 1    | 勢       | 1    | 2    | 遠藤       | 2    | 3    | 大砂嵐   | 0    | 3    |
| 隠岐の海 | 1    | 1    | 魁聖     | 2    | 2    | 臥牙丸     | 0    | 4    | 鏡桜     | 1    | 2    |
| 輝       | 0    | 1    | 北太樹   | 3    | 3    | 旭秀鵬     | 4    | 2    | 旭天鵬   | 2    | 0    |
| 琴勇輝   | 3    | 1    | 佐田の海 | 0    | 4    | 佐田の富士 | 3    | 3    | 常幸龍   | 2    | 0    |
| 松鳳山   | 1    | 1    | 青狼     | 1    | 0    | 蒼国来     | 3    | 2    | 大栄翔   | 1    | 1    |
| 大喜鵬   | 1    | 0    | 貴ノ岩   | 0    | 2    | 髙安       | 1    | 1    | 豪風     | 0    | 2    |
| 玉鷲     | 2    | 2    | 千代鳳   | 2    | 2    | 千代大龍   | 1    | 3    | 千代の国 | 0    | 1    |
| 千代丸   | 1    | 1    | 時天空   | 2    | 2    | 德勝龍     | 3    | 4(1) | 栃ノ心   | 0    | 1    |
| 栃乃若   | 1    | 0    | 豊ノ島   | 1    | 3    | 豊響       | 1    | 3    | 英乃海   | 1    | 1    |
| 富士東   | 0    | 1    | 舛ノ山   | 0    | 1    | 御嶽海     | 1    | 1    | 妙義龍   | 0    | 3    |
| 嘉風     | 3    | 1    | 若の里   | 0    | 1    |            |      |      |          |      |      |

## 改名歴
力士
- 誉富士 歓之（ほまれふじ よしゆき）2008年1月場所 - 2019年9月場所

年寄
- 楯山 歓之（たてやま よしゆき）2019年9月20日 -